# Minaya (kommun)
Minaya är en kommun i Spanien.   Den ligger i provinsen Provincia de Albacete och regionen Kastilien-La Mancha, i den centrala delen av landet, 180 km sydost om huvudstaden Madrid. Antalet invånare är 1 683. Arean är 70 kvadratkilometer. Minaya gränsar till La Roda, Villarrobledo, Casas de los Pinos och Casas de Haro. 
Terrängen i Minaya är platt.